# FA Premier League 1997/1998
FA Premier League 1997/1998 vanns av Arsenal, deras första ligatitel sedan 1991.

## Personal och ställ
En lista över personal och ställ av klubbarna i FA Premier League 1997/1998
| Lag                 | Manager                               | Lagkapten        | Ställtillverkare | Tröjsponsor         |
| ------------------- | ------------------------------------- | ---------------- | ---------------- | ------------------- |
| Arsenal             | Arsène Wenger                         | Tony Adams       | Nike             | JVC                 |
| Aston Villa         | John Gregory                          | Gareth Southgate | Reebok           | AST                 |
| Barnsley            | Danny Wilson                          | Neil Redfearn    | Admiral          | Ora                 |
| Blackburn Rovers    | Roy Hodgson                           | Tim Sherwood     | Asics            | CIS                 |
| Bolton Wanderers    | Colin Todd                            | Guðni Bergsson   | Reebok           | Reebok              |
| Chelsea             | Gianluca Vialli                       | Dennis Wise      | Umbro            | Autoglass           |
| Coventry City       | Gordon Strachan                       | Gary McAllister  | Le Coq Sportif   | Subaru              |
| Crystal Palace      | Ron Noades Ray Lewington (tillfällig) | Andy Linighan    | Adidas           | TDK                 |
| Derby County        | Jim Smith                             | Igor Štimac      | Puma             | Puma                |
| Everton             | Dave Watson (tillfällig)              | Dave Watson      | Umbro            | One2One             |
| Leeds United        | George Graham                         | Lucas Radebe     | Puma             | Packard Bell        |
| Leicester City      | Martin O'Neill                        | Steve Walsh      | Fox Leisure      | Walkers             |
| Liverpool           | Roy Evans                             | Paul Ince        | Reebok           | Carlsberg           |
| Manchester United   | Alex Ferguson                         | Roy Keane        | Umbro            | Sharp               |
| Newcastle United    | Kenny Dalglish                        | Rob Lee          | Adidas           | Newcastle Brown Ale |
| Sheffield Wednesday | Ron Atkinson                          | Peter Atherton   | Puma             | Sanderson           |
| Southampton         | Dave Jones                            | Matt Le Tissier  | Pony             | Sanderson           |
| Tottenham Hotspur   | Christian Gross                       | Gary Mabbutt     | Pony             | Hewlett-Packard     |
| West Ham United     | Harry Redknapp                        | Steve Lomas      | Pony             | (ingen sponsor)     |
| Wimbledon           | Joe Kinnear                           | Robbie Earle     | Lotto            | Elonex              |

## Ledningsförändringar
Aston Villas manager Brian Little avträdde i februari 1998 och blev ersatt av John Gregory, tidigare Wycombe Wanderers.
Chelsea sparkade Ruud Gullit efter en konflikt med styrelsen i februari 1998 och utsåg den 33-åriga Gianluca Vialli som ny manager.
Crystal Palace manager Steve Coppell blev utnämnd till VD i mars 1998 och blev tills vidare ersatt av den 31-åriga mittfältaren Attilio Lombardo och den 28-åriga anfallaren Tomas Brolin. Lombardo och Brolin avgick själva två veckor innan säsongen slutade. Tidigare klubbägare Ron Noades och tränare Ray Lewington fungerade som tillfälliga tränare för resten av säsongen. Vid slutet av säsongen blev Terry Venables given managerjobbet.
Evertons manager Howard Kendall avgick som Evertons manager efter bara en säsong och sin tredje period i klubben.
Sheffield Wednesday sparkade managern David Pleat i november 1997 och utnämnde Ron Atkinson som ny manager till slutet av säsongen, efter denna blev han ersatt av Danny Wilson från Barnsley
Tottenham Hotspurs manager Gerry Francis avgick i november 1997 och blev ersatt av Christian Gross från det schweiziska laget Grasshoppers.

## Tabell
| Nr | Lag                    | S  | V  | O  | F  | GM | IM | MS  | P  |
| -- | ---------------------- | -- | -- | -- | -- | -- | -- | --- | -- |
| 1  | Arsenal                | 38 | 23 | 9  | 6  | 68 | 33 | +35 | 78 |
| 2  | Manchester United (RM) | 38 | 23 | 8  | 7  | 73 | 26 | +47 | 77 |
| 3  | Liverpool              | 38 | 18 | 11 | 9  | 68 | 42 | +26 | 65 |
| 4  | Chelsea                | 38 | 20 | 3  | 15 | 71 | 43 | +28 | 63 |
| 5  | Leeds United           | 38 | 17 | 8  | 13 | 57 | 46 | +11 | 59 |
| 6  | Blackburn Rovers       | 38 | 16 | 10 | 12 | 57 | 52 | +5  | 58 |
| 7  | Aston Villa            | 38 | 17 | 6  | 15 | 49 | 48 | +1  | 57 |
| 8  | West Ham United        | 38 | 16 | 8  | 14 | 56 | 57 | −1  | 56 |
| 9  | Derby County           | 38 | 16 | 7  | 15 | 52 | 49 | +3  | 55 |
| 10 | Leicester City         | 38 | 13 | 14 | 11 | 51 | 41 | +10 | 53 |
| 11 | Coventry City          | 38 | 12 | 16 | 10 | 46 | 44 | +2  | 52 |
| 12 | Southampton            | 38 | 14 | 6  | 18 | 50 | 55 | −5  | 48 |
| 13 | Newcastle United       | 38 | 11 | 11 | 16 | 35 | 44 | −9  | 44 |
| 14 | Tottenham Hotspur      | 38 | 11 | 11 | 16 | 44 | 56 | −12 | 44 |
| 15 | Wimbledon              | 38 | 10 | 14 | 14 | 34 | 46 | −12 | 44 |
| 16 | Sheffield Wednesday    | 38 | 12 | 8  | 18 | 52 | 67 | −15 | 44 |
| 17 | Everton                | 38 | 9  | 13 | 16 | 41 | 56 | −15 | 40 |
| 18 | Bolton Wanderers (U)   | 38 | 9  | 13 | 16 | 41 | 61 | −20 | 40 |
| 19 | Barnsley (U)           | 38 | 10 | 5  | 23 | 37 | 82 | −45 | 35 |
| 20 | Crystal Palace (U)     | 38 | 8  | 9  | 21 | 37 | 71 | −34 | 33 |

## Anmärkningslista
1. ↑  Chelsea kvalificerade sig för Cupvinnarcupen som regerande mästare. Eftersom de också vann ligacupen, blev deras UEFA-cup plats frånträdad og given til Aston Villa
2. ↑  Aston Villa blev belönad med UEFA-cup plats genom deras UEFA Fair-Play rankning
3. ↑  Eftersom Arsenal kvalificerade sig för Champions League, blev deras Cupvinnarcup-plats given till Newcastle United som var FA-cup finalist
4. ↑  Crystal Palace kvalificerade sig för Intertoto Cup 1998 då de var den enda Engelska klubben som sökte.